# Résolution en droit civil français
Pour l’article homonyme, voir Résolution.
En droit, la résolution est l'anéantissement avec des effets rétroactifs (bien qu'en théorie le code civil ne dispose pas de la rétroactivité de la résolution mais parle simplement de restitution) d'un acte juridique pour cause d'inexécution ou de mauvaise exécution. Cette résolution peut être conventionnelle, judiciaire ou unilatérale.
La nullité sanctionne les conditions de formation d'un contrat tandis que la résolution sanctionne l'inexécution ou la mauvaise exécution de l'obligation. On distingue également la résolution de la résiliation en tant que la première a des effets rétroactifs tandis que la seconde non.

## La résolution  judiciaire
Elle est prévue à l'article de 1224 à 1230 du Code civil.

### Les conditions de la résolution judiciaire
- Il faut que le contrat ait été inexécuté ou mal exécuté, peu importe que l'inexécution soit fautive ou non, totale ou partielle.
- Il faut une décision judiciaire. Celui qui s'estime victime d'une inexécution doit saisir le juge et demander :

1. soit l'exécution forcée de l'obligation par le débiteur, ou par un tiers aux frais du débiteur.
2. soit la prononciation de la résolution du contrat. Face à ce type de demande, le juge va user de son pouvoir d'appréciation en regardant si l'inexécution est assez grave pour justifier la mise à mort du contrat. Si tel n'est pas le cas, il pourra adopter d'autres mesures telles que l'accord de dommages-intérêts à la partie lésée, l'accord de délais de grâce pour que la partie s'exécute, ou l'accord d'une résolution partielle du contrat.

### Les effets de la résolution judiciaire
En principe, la résolution entraîne l'anéantissement du contrat, on y ajoute des restitutions qui peuvent concerner tout ou partie du contrat selon les cas. Il n'y a donc pas d'anéantissement rétroactif en principe, contrairement à la résolution antérieure à la réforme de 2016 qui, elle, était fondée sur un anéantissement rétroactif systématique du contrat, il n'y a donc que des effets qui, eux, sont rétroactifs quand on parle de restitutions. Toutefois ce principe n'est valable qu'entre les contractants (effet relatif des contrats, article 1165 Civ.). C'est précisément ce qui distingue la "résolution" d'un contrat de la "nullité" : la nullité est opposable aux tiers, la résolution ne l'est pas.
La résolution entraîne cependant une problématique pour les contrats à exécutions successives. Lorsque les contrats font l'objet d'une inexécution succédant à une période d'exécution régulière, ces contrats sont sanctionnés par une résiliation judiciaire qui ne jouera pas pour le temps où ils ont été pleinement acceptés.
Si un contrat n'a pas été exécuté depuis l'origine, il encourt sa résolution, tandis que s'il n'a pas été exécuté au bout d'un certain temps, il encourra sa résiliation.

## Les dérogations au principe de résolution judiciaire
Il s'agit des cas de résolution non judiciaire d'un contrat, c'est-à-dire sans avoir à passer devant le juge.

### Les cas prévus par la loi
La loi prévoit certaines dispositions qui autorisent une partie face à une inexécution à prononcer unilatéralement la résolution du contrat. C'est par exemple le cas avec l'article 1657 du Code civil qui dispose de la possibilité d'une résolution unilatérale dans la vente de denrées ou de meubles, si la chose n'a pas été retirée dans le délai prévu par le contrat.

### Les dérogations conventionnelles
Les parties peuvent insérer dans leur contrat des clauses résolutoires. Il s'agit de dispositions du contrat par lesquelles les parties prévoient qu'en cas d'inexécution totale ou partielle des obligations, la résolution sera encourue de plein droit. Pour que ces clauses soient valables, il faut que l'inexécution ait été appliquée de bonne foi.
Ce type de dérogation prive le juge de son pouvoir d'appréciation. Dès lors, son rôle se limite à faire appliquer la clause résolutoire.

### Les dérogations jurisprudentielles
Plusieurs arrêts (octobre 1998, février 2001, janvier 2003 et octobre 2003) ont mis sur pied une dérogation à la résolution judiciaire. Elle a comme principe que la gravité du comportement d'une partie à un contrat peut justifier que l'autre partie y mette fin de façon unilatérale à ses risques et périls. C'est-à-dire que le juge sera saisi par une partie afin de contrôler la régularité d'une rupture unilatérale. Dès lors, si l'inexécution ne présente pas un caractère grave, le juge pourra condamner l'auteur de la rupture à des dommages-intérêts.